# Spoorlijn Göteborg - Gårdsjö / Gullspång
De spoorlijn Göteborg - Håkantorp - Gårdsjö / Gullspång ook wel Zweeds: Kinnekullebanan genoemd is een Zweedse spoorlijn die langs de Kinnekulle (heuvel) en het Vänermeer in de in het westen van Zweden gelegen provincie Västra Götalands län loopt.

## Geschiedenis
In de zestiger jaren werden delen van het traject tussen Gårdsjö / Gullspång en Lidköping met een spoorbreedte van 891 mm verbreed naar 1435 mm. Hierdoor werd doorgaand treinverkeer mogelijk.
Het traject tussen Gullspång en Torved wordt gebruikt door vakantiegangers die langs het traject spoorfietsen (draisine) kunnen huren en zich zo over de rails kunnen verplaatsen. Bij overwegen moeten deze spoorfietsen voorrang verlenen aan het overige wegverkeer.

### Geschiedenis Västergötland - Göteborgs Järnvägar
Het traject van de Kinnekullebanan tussen Gårdsjö / Gullspång en Mariestad loopt over het voormalig traject van Västergötland - Göteborgs Järnvägar (VGJ) 

### Geschiedenis Mariestad - Kinnekulle Järnväg
Het traject van de Kinnekullebanan tussen Mariestad en Forshem loopt over het voormalig traject van de Mariestad - Kinnekulle Järnväg (MKJ). 

### Geschiedenis Kinnekulle - Lidköpings Järnväg
Het traject van de Kinnekullebanan tussen Forshem en Lidköping loopt over het voormalig traject van de Kinnekulle - Lidköpings Järnväg (KLJ). 

### Geschiedenis Håkantorp - Lidköpings Järnväg
Het traject van de Kinnekullebanan tussen Lidköping en Håkantorp loopt over het voormalig traject van de Håkantorp - Lidköpings Järnväg (HLJ). 

## Kinnekulle
Kinnekulle is een heuvel of kam gelegen in de provincie Västra Götalands län. De heuvel ligt aan de oostelijke oever van het Vänermeer. Het hoogste punt ligt 306 meter boven de zeespiegel. De Kinnekulle Ring is een populaire buurtracebaan. De historische stad en de kerk van Husaby bevinden zich aan de zuidkant van het Kinnekulle. Koning Olof II van Zweden, de eerste christelijke koning van Zweden, werd hier in 1008 gedoopt op een goed gelegen ten noorden van de kerk.
Spoorlijnen:
- Skara - Kinnekulle - Vänerns Järnväg (SKWJ) tussen Skara en Hönsäters
- Kinnekulle - Lidköpings Järnväg (KiLJ) tussen Forshem en Lidköping
- Mariestad - Kinnekulle Järnväg (MKJ) tussen Mariestad en Gossåter

### Exploitatie
Het personenvervoer op dit traject werd sinds 15 juni 2003 uitgevoerd door Veolia Transport (voorheen Connex). In de praktijk reden er ook treinen van en naar Göteborg C en Herrljunga. Veolia Transport zorgde in de treinen ook voor het verkopen van kaartjes. Inmiddels werd bekend dat deze treindienst op 14 juni 2009 voor een periode van zeven jaar wordt overgenomen door Arriva plc.

## Aansluitingen

### Gårdsjö
- Västergötland - Göteborgs Järnvägar (VGJ) tussen Göteborg en Vara - Skara naar Gårdsjö
- Västra stambanan tussen Stockholm C en Gårdsjö naar Göteborg C

### Gullspång
- Västergötland - Göteborgs Järnvägar (VGJ) tussen Göteborg en Vara - Skara naar Gullspång
- Nora Bergslags Järnväg (NBJ) tussen Strömtorp en Gullspång naar Otterbåcken
  - Kinnekullebanan tussen Håkantorp en Mariestad naar Gullspång

### Torved
- Västergötland - Göteborgs Järnvägar (VGJ) tussen Göteborg en Vara - Skara met splitsing in Torved naar Gullspång en Gårdsjö

### Mariestad
- Västergötland - Göteborgs Järnvägar (VGJ) tussen Göteborg en Vara en Skara en Mariestad naar Gullspång/Gårdsjö
- Mariestad - Moholms Järnväg (MMJ) tussen Mariestad en Moholm
- Mariestad - Kinnekulle Järnväg (MKJ) tussen Mariestad en Gossåter

### Forshem
- Västergötland - Göteborgs Järnvägar (VGJ) tussen Göteborg en Vara en Skara en Mariestad naar Gullspång/Gårdsjö
- Mariestad - Kinnekulle Järnväg (MKJ) tussen Mariestad en Gossåter
- Kinnekulle - Lidköpings Järnväg (KiLJ) tussen Forshem en Lidköping

### Lidköping
- Lidköping - Skara - Stenstorps Järnväg (LSSJ) tussen Lidköping - Skara - Stenstorp
- Kinnekulle - Lidköpings Järnväg (KiLJ) tussen Forshem en Lidköping
- Lidköping Järnväg (LJ) tussen Lidköping en Tun
- Håkantorp - Lidköpings Järnväg (HLJ) tussen Håkantorp en Lidköping

### Håkantorp
- Västergötland - Göteborgs Järnvägar (VGJ) tussen Göteborg en Vara - Skara naar Gullspång/Gårdsjö
- Uddevalla - Vänersborg - Herrljunga Järnväg (UWHJ) tussen Uddevalla - Vänersborg - Vara en Herrljunga
  - Älvsborgsbanan tussen Uddevalla en Vänersborg naar Herrljunga en Borås
- Håkantorp - Lidköping Järnväg (HLJ) tussen Håkantorp en Lidköping

## ATC
Het traject is niet voorzien van het zogenaamde Automatische Tågkontroll (ATC).

## Afbeeldingen

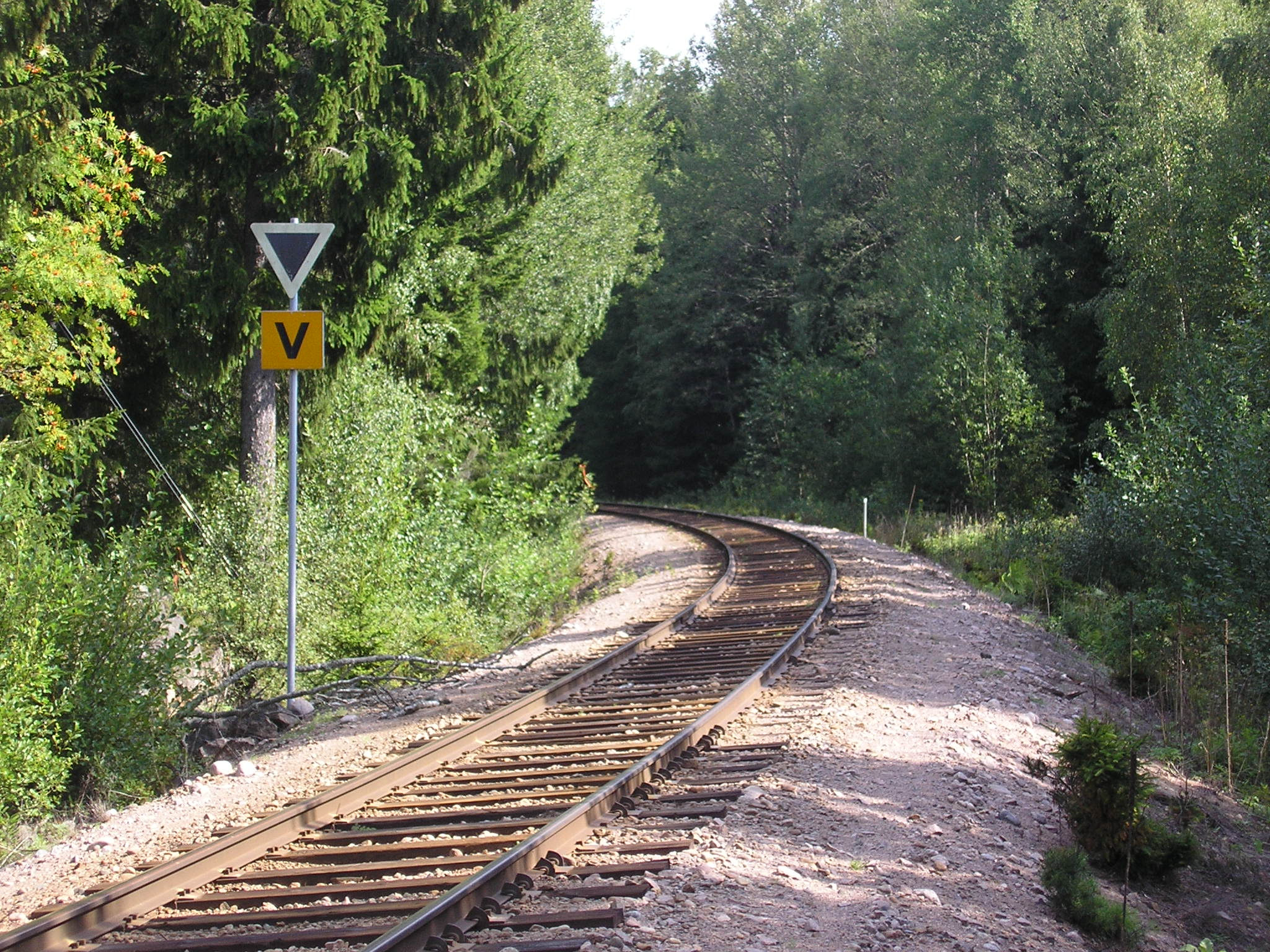
Bij Lyrestad
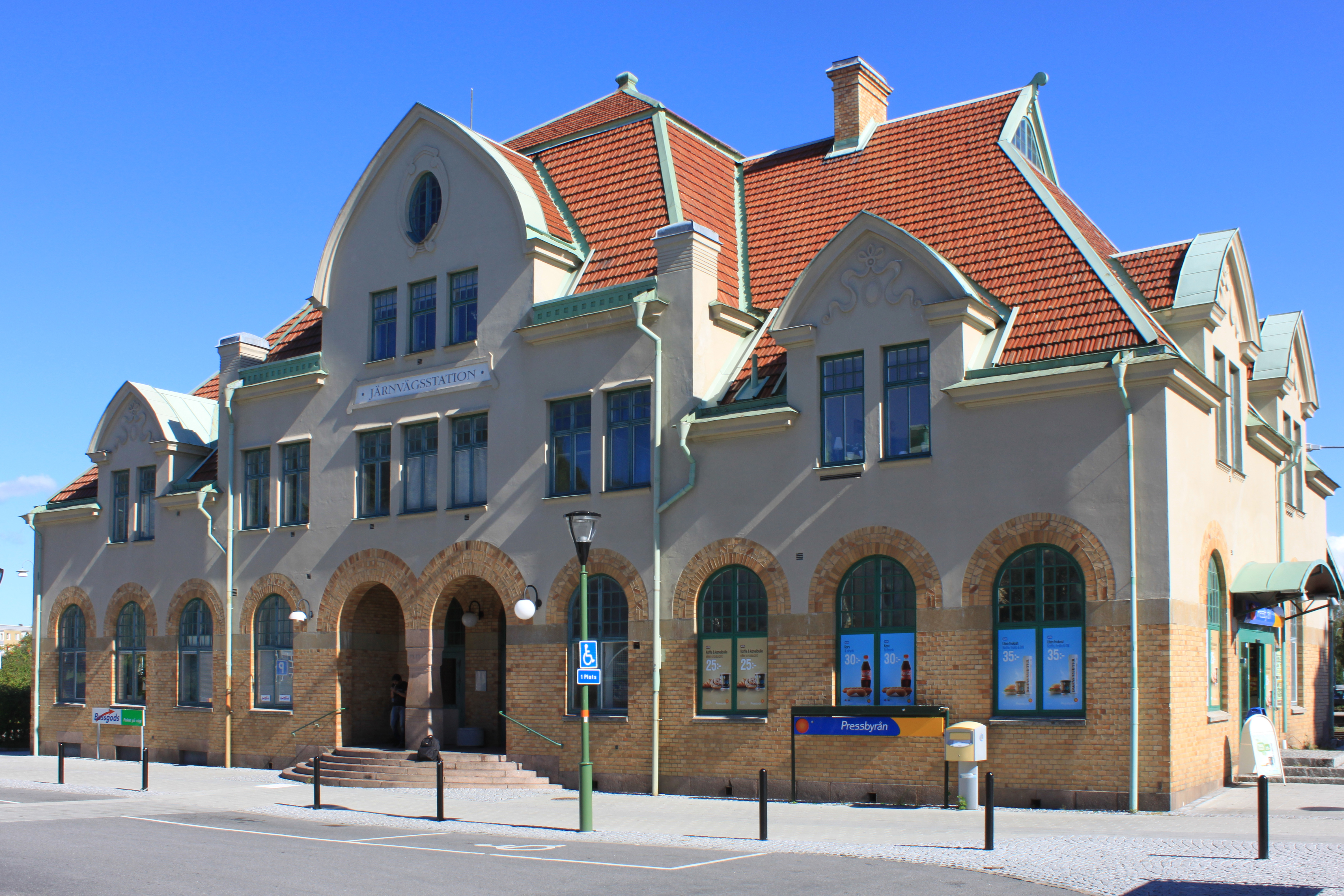
Station Mariestad
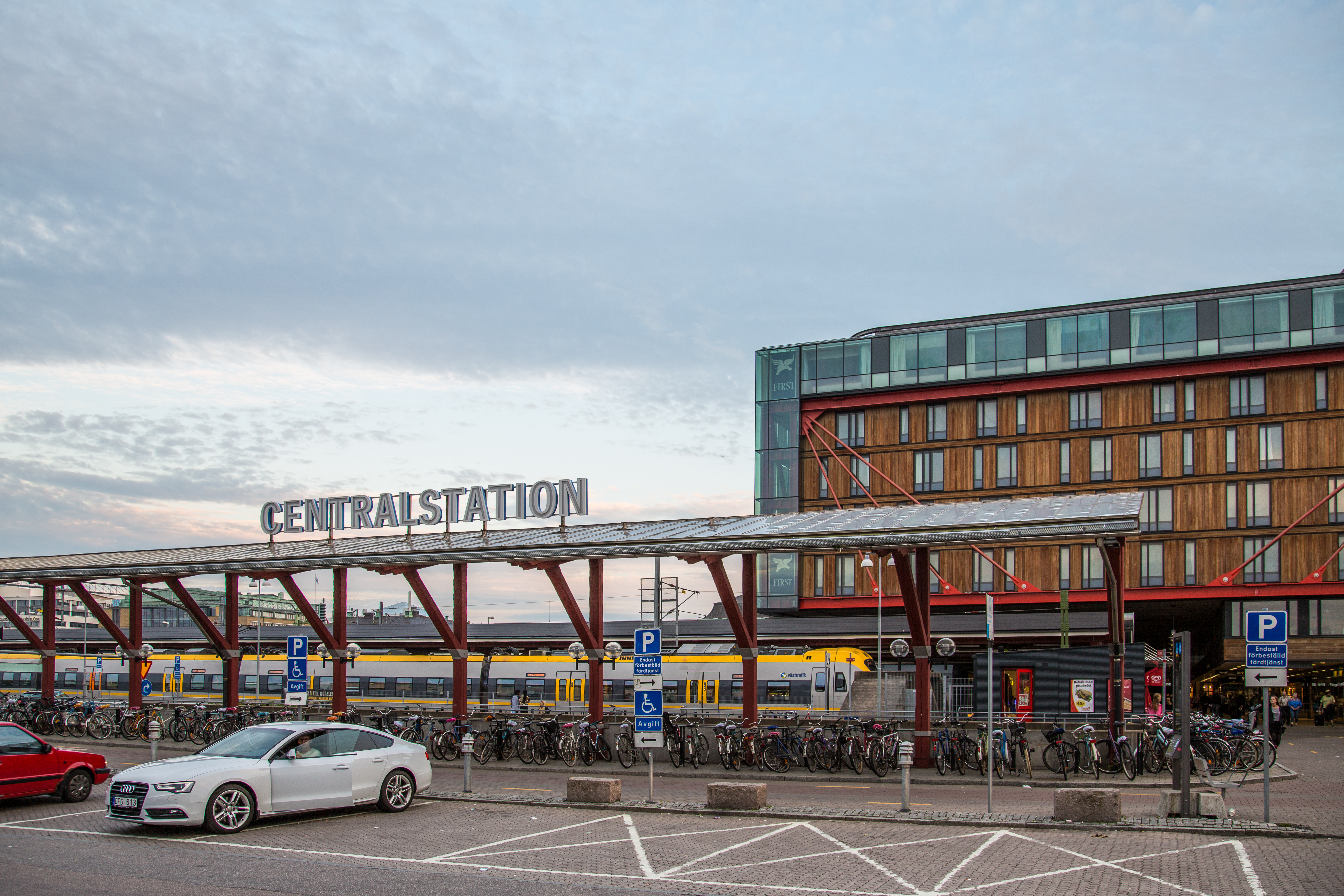
Centraal station Göteborg

## Bron
- Historiskt om Svenska Järnvägar
- Jarnvag.net